# كريستيان برناردي
كريستيان برناردي (بالإسبانية: Christian Bernardi)‏ (10 مارس 1990 في الأرجنتين - ) هو لاعب كرة قدم أرجنتيني في مركز الوسط.

## وصلات خارجية
- كريستيان برناردي على موقع قاعدة بيانات كرة القدم.إي يو (الإنجليزية)
- كريستيان برناردي على موقع Soccerway.com (الإنجليزية)
- كريستيان برناردي على موقع عالم كرة القدم.نت (الإنجليزية)